# Spathius belisareus
Spathius belisareus är en stekelart som beskrevs av Nixon 1943. Spathius belisareus ingår i släktet Spathius och familjen bracksteklar. Inga underarter finns listade i Catalogue of Life.